# 쌍방울 레이더스의 선수 목록
다음은 KBO 리그 쌍방울 레이더스의 연도별 선수 명단이다.
명단에는 1군 경기에서 단 한 경기라도 뛴 선수들이 포함되어 있다.

## 포지션
| 연도   | 투수   | 포수   | 1루수  | 3루수  | 2루수  | 유격수 | 우익수 | 중견수 | 좌익수 | 지명타자 |
| 1990년 | 이재홍 | 공봉구 | 김만후 | 양후승 | 이승희 | 김호   | 이창원 | 윤혁   | 김평호 | 이연수   |
| 1991년 | 김원형 | 김호근 | 윤혁   | 이승희 | 서창기 | 김호   | 이창원 | 조용호 | 김평호 | 김기태   |
| 1992년 | 김원형 | 전종화 | 김만후 | 유동효 | 송인호 | 김호   | 이연수 | 조용호 | 김평호 | 김기태   |
| 1993년 | 김원형 | 전종화 | 신경식 | 유동효 | 최태원 | 김호   | 이연수 | 박노준 | 이상대 | 김기태   |
| 1994년 | 김원형 | 박경완 | 박철우 | 백인호 | 송태일 | 윤재호 | 최태원 | 김광림 | 박노준 | 김기태   |
| 1995년 | 김원형 | 박경완 | 김기태 | 백인호 | 최태원 | 김호   | 심성보 | 김광림 | 박노준 | 박철우   |
| 1996년 | 김원형 | 박경완 | 김기태 | 석수철 | 최태원 | 김호   | 김광림 | 조원우 | 김실   | 박노준   |
| 1997년 | 김현욱 | 박경완 | 김기태 | 김성래 | 최태원 | 김호   | 심성보 | 조원우 | 김실   | 박철우   |
| 1998년 | 김원형 | 장재중 | 김기태 | 김성래 | 최태원 | 김호   | 심성보 | 조원우 | 윤재국 | 박철우   |
| 1999년 | 김원형 | 장재중 | 김성래 | 이민호 | 최태원 | 김호   | 윤재국 | 김광림 | 강민규 | 이동수   |

## 전체 명단

### 투수
| 1991년 | 1992년 | 1993년 | 1994년 | 1995년 | 1996년 | 1998년 | 1999년 |
|        |        |        |        |        |        | 가내영 | 가내영 |
| 강길용 | 강길용 | 강길용 |        |        |        |        |        |
| 강상진 |        |        |        |        |        |        |        |
|        |        |        | 강희석 | 강희석 | 강희석 |        |        |
|        |        |        |        |        |        | 고승환 |        |
|        |        |        | 고형욱 | 고형욱 | 고형욱 | 고형욱 | 고형욱 |
| 구대진 |        |        |        |        |        |        |        |
| 권영진 |        |        |        |        |        |        |        |
|        |        |        |        |        | 윤형배 | 윤형배 | 윤형배 |

### 포수
| 1991년 | 1992년 | 1993년 | 1994년 | 1995년 | 1996년 | 1997년 | 1998년 | 1999년 | 2000년 |

### 내야수
| 1991년 | 1992년             | 1993년             | 1994년             | 1995년           | 1996년          | 1997년           | 1998년           | 1999년 | 2000년 |
| 김기태 | 김기태 (지명 타자) | 김기태 (지명 타자) | 김기태 (지명 타자) | 김기태 (1루 102) | 김기태 (1루 61) | 김기태 (1루 111) | 김기태 (1루 125) |        |        |
|        |                    | 신경식 (1루수)     | 신경식 (1루수)     | 신경식 24        |                 |                  |                  |        |        |

### 외야수
| 1991년 | 1992년 | 1993년 | 1994년 | 1995년 | 1996년 | 1997년 | 1998년 | 1999년 |
|        |        | 강광회 | 강광회 | 강광회 |        |        |        |        |
| 강남규 |        |        |        |        |        |        |        |        |
| 김경수 | 김경수 | 김경수 |        |        |        |        |        |        |
|        |        |        |        |        |        |        |        | 이진영 |

1. ↑  시즌 중 롯데에서 이적